# 窪真理チャカローズ
窪 真理 チャカローズ（くぼ まり チャカローズ、Kubo Mari Cakaloz10月24日 - ）は、日本の女優、タレント。
大阪府出身。太田プロダクション所属。

## 来歴・人物
父がトルコ人、母が日本人のハーフ。トルコには5歳まで住んでいた。
物心付いた時から演劇が好きであり、中学は演劇の盛んな学校を選んで受験。中学生時代、高校生時代は演劇部に所属(富士見丘中学校・高等学校)。日本大学芸術学部演劇学科卒業。大学在学中のに「日芸ミスキャンパスコンテスト」に出場、全国ミスコンテスト投票所での結果、総合2位に入る。
2014年11月に太田プロダクションのオーディションに合格し、太田プロ所属となる。2015年4月から日本テレビ『PON!』のお天気お姉さんとしてデビュー。。
実用英語検定準2級の資格を持つ。50メートル競走で7.77秒の記録を出したことがある。また、高校の演劇部を指導していたこともある。
憧れの女優は深津絵里。勉強も兼ねて、1年の間に100本以上の舞台やミュージカルを観賞している。自ら「前向きで楽観的」な性格と言う。
漫画好きで、特に少女漫画好き。『動物のお医者さん』の影響もあって、子供の頃の夢が獣医だったこともあった。演劇好きになったのも、『ガラスの仮面』の影響だという。
2021年3月22日、Miss SAKE 2021 東京代表選出。
2021年中に芸名を「窪 真理」から「窪 真理 チャカローズ」に改名。
ハリー・ポッターマニアを公言し、「ハリポタマニア女優」として2021年11月24日放送『今夜くらべてみました』（日本テレビ）に出演。

## 出演

### テレビ番組
- PON!（日本テレビ、2015年3月30日 - ）水曜・金曜レギュラー、お天気コーナー、「中岡家の食卓」コーナーなど出演
- そんなコト考えた事なかったクイズ!トリニクって何の肉!?（朝日放送、2019年9月24日 - 2020年5月5日）準レギュラー出演[10][11]
- ONSEN女子[12]（BSJapanext、2024年7月8日、7月15日、7月22日）

### テレビドラマ
- ヒガンバナ〜警視庁捜査七課〜 第7話（2016年2月24日、日本テレビ） - 私立女子中学校教員 役
- 世界の文学がわかる!あらすじ名作劇場（BS朝日） - 2016年4月27日『金色夜叉』 お宮 役
- 土曜ワイド劇場 終着駅シリーズ30「殺人の債権」（2016年6月25日、テレビ朝日） - 五十嵐さやか 役
- 相棒season16 第8話（2017年12月6日、テレビ朝日） - 菅谷あゆみ 役
- 癒されたい男 （2019年4月11日、テレビ東京）第1話 - 色白プニ子 役
- 日曜プライム 庶務行員 多加賀主水が許さない3」（2019年） - 高梨千波

### ラジオ
- SALUS all in one（FM salus）- 水曜日パーソナリティ[13]

### 舞台
- きれいごと。なきごと。ねごと。 - 三女：翠雨 役
- ヴァギナ・モノローグ（東京芸術劇場）
- 三山ひろしデビュー15周年記念特別公演（大阪・新歌舞伎座）
- NINETEEEEN GRRRLZ'99[14]
- 眠る脳と脈打つ宿罪（HEP HALL・グレースバリ銀座店）[15]

### インターネット配信
- 窪真理のおだまり!くぼまりチャンネル[16]（SHOWROOM）
- にじいろ競輪TV[17]（YouTube）
- 旅女ちゃんねる〜TABIJO〜[12]（YouTube）